# Guglielmo IV di Tolosa
Guglielmo (1045 circa – Terra santa, 1094) fu conte di Tolosa e d'Albì, dal 1060 e marchese di Provenza dal 1062, sino al 1088.

## Origine
Figlio primogenito del conte di Tolosa, conte di Nîmes e conte d'Albi, Ponzio e di Almodis de La Marche (come risulta dal Chronicon sancti Maxentii Pictavensis, Chroniques des Eglises d'Anjou e dalla Chronica Albrici Monachi Trium Fontium (1020-1071), figlia di Bernardo I de la Marche (ca. 991- 16 giugno 1047) conte de la Marche e di Périgord e di Amelia de Rasés (? - † 1053). Il nome della madre, ripreso da un documento del 1053 ("Almodis comitissa, filia que es Amelie comitisse") è citato dallo storico José Enrique Ruiz Domenec nel suo libro Quan els vescomtes de Barcelona eren (Barcelona, 2006) a pag. 320.
Ponzio II di Tolosa era il figlio primogenito del conte di Tolosa, duca di Settimania, conte di Nîmes e conte d'Albi, Guglielmo III Tagliaferro e di Emma di Provenza (come risulta da una donazione, del 999, che si trova negli Archives du Gard in cui Emma è citata come moglie di Guglielmo III Tagliaferro e dove sono ricordati anche i figli, tra cui Ponzio), figlia del marchese di Provenza, Rotboldo III e di Ermengarda (come viene ribadito nel documento nº 172 del volume V delle Preuves de l'Histoire Générale de Languedoc), di cui non si conoscono gli ascendenti.
Sua madre, Almodys era già stata sposata, in prime nozze, con il signore di Lusignano, Ugo V detto il Pio († 1060), a cui aveva dato tre figli.

## Biografia
Nel 1053, sua madre, Almodis era stata fatta rapire dal conte Raimondo Berengario I di Barcellona e dopo essere stata ripudiata dal padre di Guglielmo, Ponzio, sposò, in terze nozze, il conte di Barcellona.
Nel 1060, alla morte del padre, ereditò i titoli di conte di Tolosa (Guglielmo figura come conte di Tolosa nel documento nº 260 del volume V delle Preuves de l'Histoire Générale de Languedoc e nel documento nº 3392 delle Chartes de l'abbaye de Cluny del 1063) e d'Albì.
Nel 1062, alla morte della nonna, Emma e dello zio Bertrando ereditò il titolo di marchese di Provenza.
Verso il 1065, dopo la morte della cugina, Berta, Contessa di Rouergue e di Gévaudan, Guglielmo si appropriò dei titoli delle due contee, riunendole alla contea di Tolosa.
Il titolo di conte di Rouergue gli fu contestato dal fratello, il conte di Saint-Gilles, Raimondo, che dopo alcuni anni di lotte riuscì ad ottenere il titolo come attesta il documento nº 312 par. II del volume V delle Preuves de l'Histoire Générale de Languedoc, del 1074, che è controfirmato dai due fratelli, uno conte di Tolosa e l'altro conte di Rouergue (domni G. comitis Tolosani et domni Raymundi fratris eius comitis Ruthenæ).
Prima del 1067, Guglielmo sposò Matilde, di cui non si conoscono gli ascendenti. In due documenti di donazioni di quell'anno (1067) Matilde viene citata come moglie di Guglielmo: uno è il nº 277 del volume V delle Preuves de l'Histoire Générale de Languedoc (Mantilis comitissa eius uxor); la seconda, sempre del 1067, è riferita dallo storico francese, Guillaume Catel, a pag. 121 (Wilielmus comes et Ysarnus episcopus et comitissa Matels), nel suo libro Histoire des comtes de Toulouse pubblicato nel 1623 (non consultato).
Nel 1071, secondo il documenti nº 301 del Preuves delle Histoire générale de Languedoc, Tomus V, fu risolto il contenzioso sorto, tra Guglielmo IV, e il conte di Barcellona, Raimondo Berengario I che era il nuovo marito di sua madre, Almodis, circa il castello di Laurago.
In quello stesso anno, sua madre, Almodis, secondo il Gesta Comitum Barcinonensium, fu assassinata (strangolata) dal figliastro, Pietro Raimondo (1050- dopo il 1073).
Nel 1078, Guglielmo fece una donazione all'Abbazia di Moissac.
Nel 1079, Guglielmo fece un'altra donazione per raccomandare a San Ponzio il proprio defunto figlio, Ponzio (et in filium meum Pontium eis commendavi).
Nel 1080 sposò Emma († ca. 1126),figlia del conte di Mortain e Cornovaglia, Roberto di Mortain e di Matilde di Montgomery († circa 1085), figlia di Ruggero II di Montgomery, che sarà il primo conte di Shrewsbury, e Mabel di Bellême, come ci conferma il monaco e cronista inglese, Orderico Vitale,. In due donazioni del 16 giugno di quell'anno, Emma risulta essere la contessa di Tolosa: la nº 336, par. II del volume V delle Preuves de l'Histoire Générale de Languedoc e la nº 336, par. III successiva. Il matrimonio viene confermato anche dal cronista Robert de Torigni, nel suo Chronique de Robert de Torigni, abbé de Mont-Saint-Michel.
Emma venne ancora citata in altri due documenti: 
- dalla figlia Filippa, che si definisce figlia di Emma (ego Philippa Emmae filia) nel documento n° XXVII del volume IV delle Preuves de l'Histoire Générale de Languedoc[24], inerente ad un trattato con il visconte di Béziers;
- dal nipote, Guglielmo X, duca d'Aquitania, che la cita come la contessa di Tolosa mia nonna (comitissa Tolosae avia mea) nel documento n° XXIX della Gallia Christiana, Tome II, Instrumenta, inerente ad una donazione fatta alla chiesa di Notre-Dame di Saintes[25].

Nel 1088 partì per la Terra santa, lasciando il governo delle proprie contee al fratello Raimondo di Saint-Gilles.
Morì, ucciso in Terra Santa, nel 1094, i suoi titoli rimasero al fratello Raimondo che interpretò come abdicazione la sua rinuncia del 1088, mentre l'unica figlia rimasta in vita, Filippa, che in quello stesso anno, aveva sposato il duca d'Aquitania, Guglielmo IX, pretendeva la restituzione dei titoli.

## Discendenza
Guglielmo ebbe due figli da Matilda:
- Ponzio morto prima del 15 maggio 1079[19].
- X, morto prima del 1094, che, secondo il volume III delle Notes de l'Histoire Générale de Languedoc, è sepolto accanto al fratello[27].

e una sola figlia da Emma:
- Filippa[24][26] (ca. 1080- ca. 1117), pretendente della contea di Tolosa (che occupò per due volte, nel 1097 sino al 1099 e poi nel 1112) sposò, nel 1094, il duca d'Aquitania, Guglielmo il Trovatore[24] (1071-1126), da cui divorziò nel 1115. Fu la nonna di Eleonora d'Aquitania.

## Ascendenza
|                         |                          |                          | Genitori                |  |  | Nonni |  |  | Bisnonni                     |  |  | Trisnonni              |  |
|                         |                          |                          |                         |  |  |       |  |  | Raimondo IV, conte di Tolosa |  |  | Raimondo III di Tolosa |  |
|                         |                          |                          |                         |  |  |       |  |  | Raimondo IV, conte di Tolosa |  |  | Raimondo III di Tolosa |  |
|                         |                          | Gundinilde               |                         |  |  |       |  |  | Raimondo IV, conte di Tolosa |  |  |                        |  |
| Guglielmo III di Tolosa |                          |                          |                         |  |  |       |  |  | Raimondo IV, conte di Tolosa |  |  |                        |  |
|                         |                          | Adelaide d'Angiò         | Folco II d'Angiò        |  |  |       |  |  |                              |  |  |                        |  |
|                         |                          | Adelaide d'Angiò         | Folco II d'Angiò        |  |  |       |  |  |                              |  |  |                        |  |
|                         |                          | Adelaide d'Angiò         | Gerberga                |  |  |       |  |  |                              |  |  |                        |  |
| Ponzio II di Tolosa     |                          | Adelaide d'Angiò         |                         |  |  |       |  |  |                              |  |  |                        |  |
|                         |                          | Rotboldo III di Provenza | Rotboldo II di Provenza |  |  |       |  |  |                              |  |  |                        |  |
|                         |                          | Rotboldo III di Provenza | Rotboldo II di Provenza |  |  |       |  |  |                              |  |  |                        |  |
|                         |                          | Rotboldo III di Provenza | Emilde di Gévaudan      |  |  |       |  |  |                              |  |  |                        |  |
| Emma di Provenza        |                          | Rotboldo III di Provenza |                         |  |  |       |  |  |                              |  |  |                        |  |
|                         |                          | Ermengarda di Moriana    | …                       |  |  |       |  |  |                              |  |  |                        |  |
|                         |                          | Ermengarda di Moriana    | …                       |  |  |       |  |  |                              |  |  |                        |  |
|                         |                          | Ermengarda di Moriana    | …                       |  |  |       |  |  |                              |  |  |                        |  |
| Guglielmo IV di Tolosa  |                          | Ermengarda di Moriana    |                         |  |  |       |  |  |                              |  |  |                        |  |
|                         | Adalberto I de La Marche | Bosone I de La Marche    |                         |  |  |       |  |  |                              |  |  |                        |  |
|                         | Adalberto I de La Marche | Bosone I de La Marche    |                         |  |  |       |  |  |                              |  |  |                        |  |
|                         | Adalberto I de La Marche | Emma di Périgord         |                         |  |  |       |  |  |                              |  |  |                        |  |
| Bernardo I de La Marche | Adalberto I de La Marche |                          |                         |  |  |       |  |  |                              |  |  |                        |  |
|                         |                          | Almodia di Limoges       | Geraldo di Limoges      |  |  |       |  |  |                              |  |  |                        |  |
|                         |                          | Almodia di Limoges       | Geraldo di Limoges      |  |  |       |  |  |                              |  |  |                        |  |
|                         |                          | Almodia di Limoges       | Rotilde                 |  |  |       |  |  |                              |  |  |                        |  |
| Almodis de La Marche    |                          | Almodia di Limoges       |                         |  |  |       |  |  |                              |  |  |                        |  |
|                         |                          | …                        | …                       |  |  |       |  |  |                              |  |  |                        |  |
|                         |                          | …                        | …                       |  |  |       |  |  |                              |  |  |                        |  |
|                         |                          | …                        | …                       |  |  |       |  |  |                              |  |  |                        |  |
| Amelia de Rasés         |                          | …                        |                         |  |  |       |  |  |                              |  |  |                        |  |
|                         |                          | …                        | …                       |  |  |       |  |  |                              |  |  |                        |  |
|                         |                          | …                        | …                       |  |  |       |  |  |                              |  |  |                        |  |
|                         |                          | …                        | …                       |  |  |       |  |  |                              |  |  |                        |  |
|                         |                          | …                        |                         |  |  |       |  |  |                              |  |  |                        |  |

### Fonti primarie
- (LA)  Preuves de l'Histoire Générale de Languedoc, tome IV.
- (LA)  Preuves de l'Histoire Générale de Languedoc, tome V.
- (LA)  Chronicon sancti Maxentii Pictavensis, Chroniques des Eglises d'Anjou.
- (LA)  Documenta Germaniae Historica, Scriptores, tomus XXIII.
- (LA)  Chartes de l'abbaye de Cluny.
- (LA)  Chronique de Robert de Torigni, abbé de Mont-Saint-Michel.
- (LA)  Ordericus Vitalis, Historia Ecclesiastica, vol. II, liber III - V.

### Letteratura storiografica
- Louis Alphen, La Francia nell'XI secolo, in «Storia del mondo medievale», vol. II, 1979, pp. 770–806
- Paul Fournier, Il regno di Borgogna o d'Arles dall'XI al XV secolo, in «Storia del mondo medievale», vol. VII, 1981, pp. 383–410
- (FR)  Notes de l'Histoire Générale de Languedoc, tome III.